# 长春地质宫
长春地质宫位于中华人民共和国吉林省长春市朝阳区西民主大街6号吉林大学朝阳校区内，原为长春地质学院（原东北地质学院）的教学楼，现为吉林大学地质宫博物馆。
地质宫原址是满洲国计划建设的“皇宫政殿”，但满洲国覆灭时仅建成地基。1953年在原地基的基础上建设东北地质学院教学楼，该建筑由长春市建筑设计室（今吉林省建筑设计院前身）的王辅臣主持设计。

## 历史

### 满洲国新帝宫（未建成）

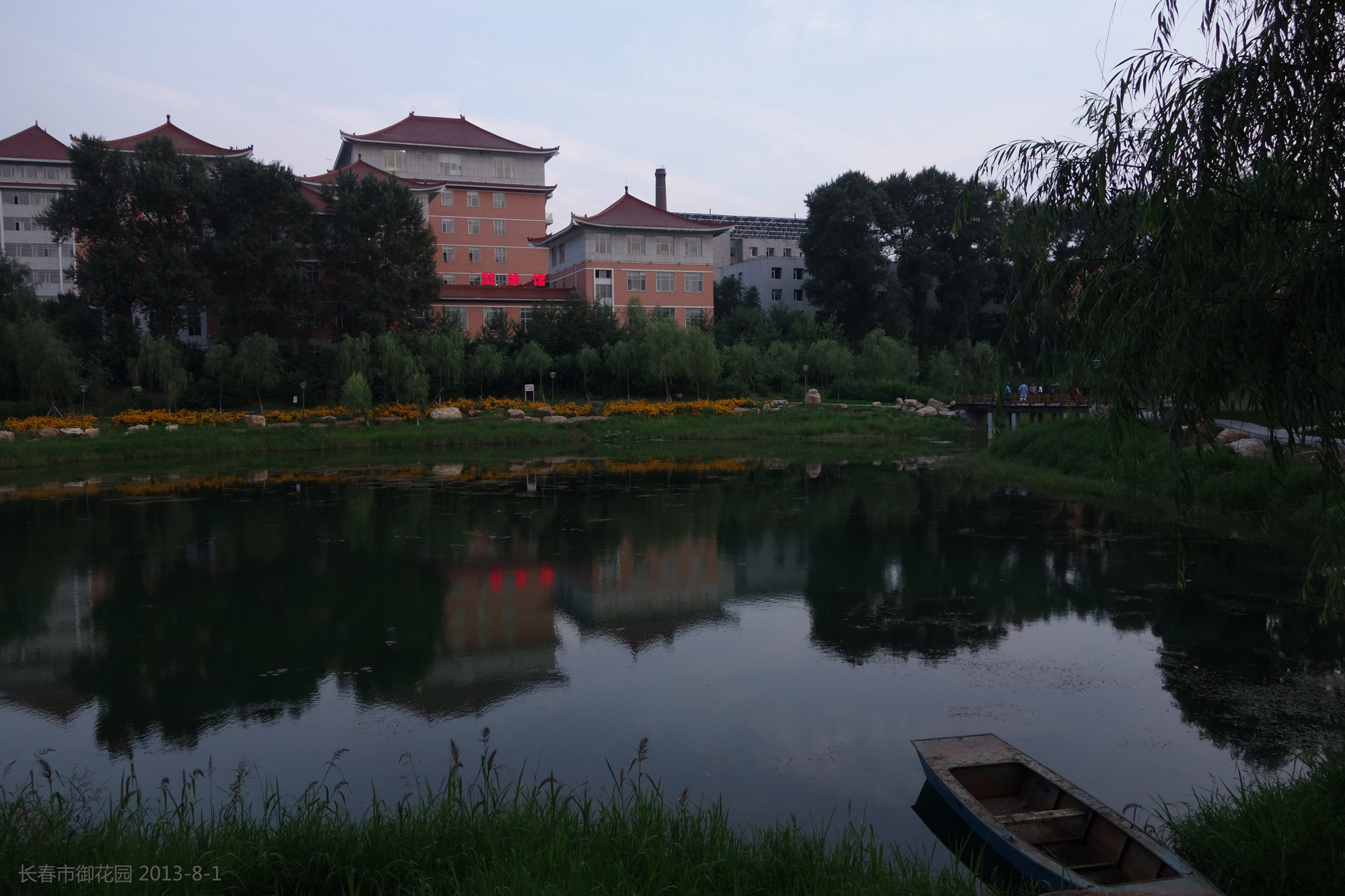
原先规划的满洲国帝宫御花园2006年6月改造成名为“裕华园”的公园

1932年4月，满洲国执政溥仪将执政府由吉长道尹公署迁至只做了简单修缮的原吉黑榷运局官署。同年，实际控制满洲国的日本关东军开始与满铁经济调查会和满洲国国务院直属的国都建设局共同拟定《大新京都市计划》，执政府选址问题成为该计划的首要问题。
执政府选址的方案共有4套，其一为杏花村（即现地质宫一带），其二为西南郊（现红旗街东南），其三为杏花村东南部的台地（即今长白山宾馆一带），其四为南岭（即今空军航空大学一带）；在这些方案中，满铁经济调查会主张大门朝向东北的南岭方案，国都建设局则主张正门朝南的杏花村方案，双方相持数月后，1932年11月由关东军参谋长小矶国昭和副参谋长冈村宁次出面仲裁，杏花村方案被采纳。1934年，满洲国政府在杏花村临时垒起一座土坛，改元康德的溥仪同年3月1日在这座临时祭坛举行了“告天礼”，杏花村也从“执政府用地”变成了“皇宫用地”。
1938年9月10日，满洲国政府举办了“宫廷造营兴工式”，即新帝宫的开工典礼。按照规划，新帝宫占地51.2公顷，最南面为占地3公顷的矩形广场“国都广场”，计划用作国民遥拜场所，该广场即今文化广场的前身，而广场北面今地质宫的所在地则规划为溥仪的皇宫，最北侧则规划为御花园及专为溥仪准备的防空洞，另有若干用于宫内府、禁卫军的附属建筑。新帝宫的内部装饰设计工作由川岛织物株式会社负责，设计工作甚至一直持续到1945年8月且均按照原尺寸绘制了详细的图纸。
但此后由于太平洋战争加剧了日本物资的紧缺（尤其是水泥、钢材和有色金属材料），溥仪不得不于1943年下令停止只完成了地下部分的新帝宫工程，这项原计划用8年完成的工程也就此草草结束。从1935年到1945年，新帝宫项目总计拨款1000余万满洲国圆，而这些拨款的成果只有正殿的地基和围墙。日本投降后，满洲国新帝宫正殿的室内装饰设计被最高裁判所等日本本土项目实际应用。

### 地质宫

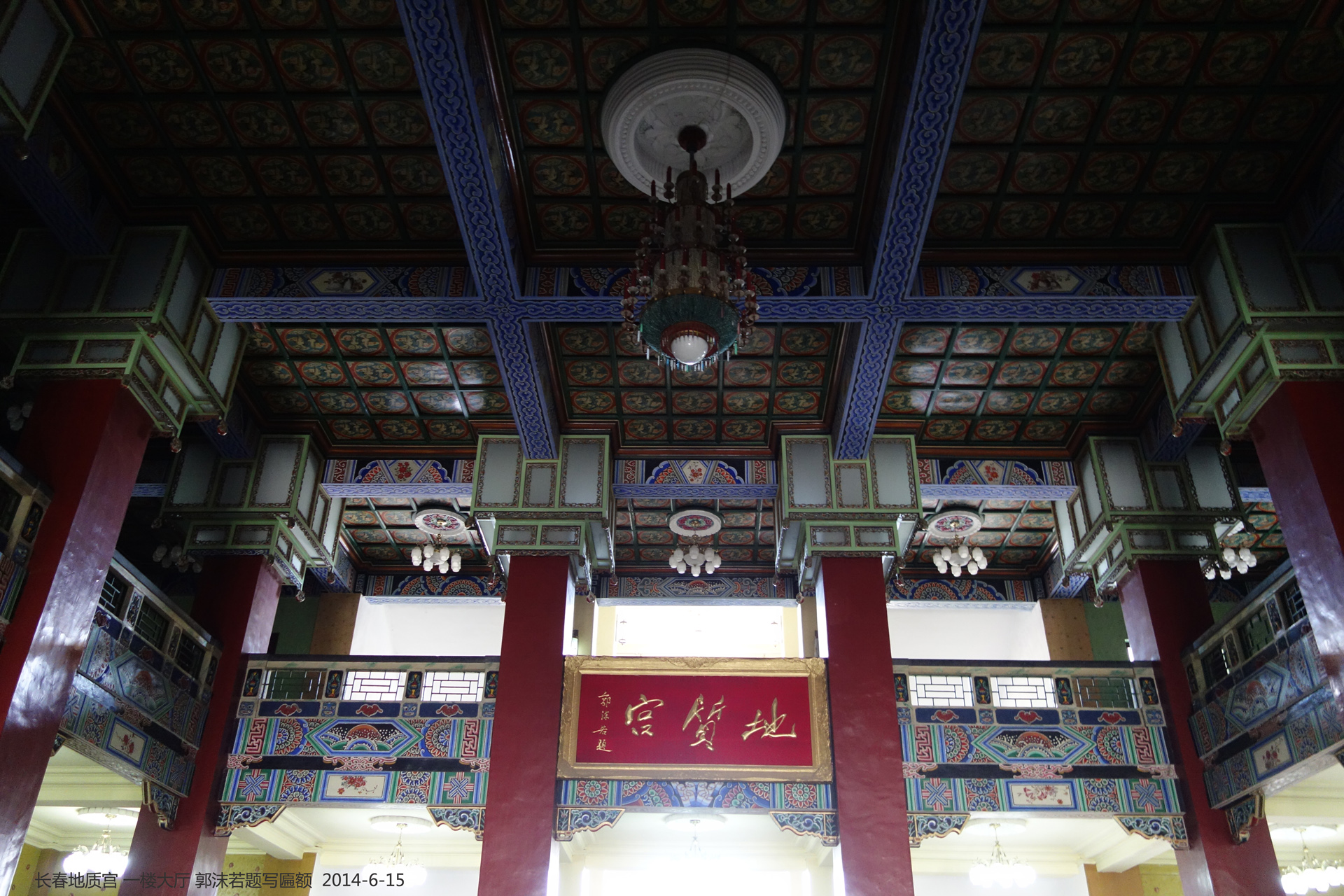
地质宫内的藻井

中华人民共和国成立后兴办的第一所地质院校东北地质专科学校1951年8月30日在长春成立，1952年11月12日改为东北地质学院，而当时学院的教学活动分散在鸽子楼、二院、三院等处，留意到这点的中央人民政府地质部副部长何长工与长春市委第二书记汪小川（原西路军成员，后任长春地质学院院长）商讨地质学院的校址及建设问题，汪小川提议利用未成帝宫地基并将周围的地皮一并划归学院，何长工代表地质部同意该方案。
1953年7月1日，地质宫在原满洲国新帝宫地基上开工，工程投资达到第一套人民币700亿元。工程于1954年6月18日正式建成，并由时任中国社会科学院院长郭沫若题字命名“地质宫”。地质宫为框架结构，地下1层，地上4层，总建筑面积3万平方米。顶层屋脊为单檐歇山绿琉璃瓦顶，两脊终端加饰凤凰浮雕，翼角上塑有脊兽，兽前古人骑凤引路。两侧为双重檐歇山绿琉璃瓦顶。琉璃瓦屋顶下的檐口、斗拱、梁坊均为釉彩。但也因此，地质宫被《人民日报》署名文章《一座浪费的不适用的学校建筑》批评为“长春市内最豪华的一座建筑物”，此后全国范围内对“大屋顶”的批判甚至导致地质宫在数十年后被附会为梁思成的作品。
地质宫是长春有史以来第一座采用高台基、大屋顶、古典彩饰手法设计的仿古建筑，自建成以来即成为长春市的标志建筑之一，并一直作为教学楼使用。2000年吉林大学将该长春地质学院（合并时称长春科技大学）合并后，作为博物馆使用。
2014年长春地质宫被公布为吉林省第七批文物保护单位。

## 影视取景
2022年电视剧《人世间》中，“吉春火车站”的取景地即地质宫。